# Виссер-Бах
Виссер-Бах (нем. Wisser Bach) — река в Германии, протекает по земле Северный Рейн-Вестфалия и Рейнланд-Пфальц. Правый приток реки Зиг.
Виссер-Бах берёт начало южнее Фризенхагена. Течёт на юг и впадает в Зиг в черте города Виссен. Общая длина реки составляет 25,9 км, площадь водосборного бассейна — 130,015 км². Высота истока составляет 343 м, высота устья — 149 м.
Речной индекс 27238. Система водного объекта: Зиг → Рейн → Северное море.